# レスリー・モットラム
レスリー・モットラム（Leslie Mottram、1951年3月5日 - ）は、スコットランド出身の元サッカー審判員。

## 経歴・人物
イングランドのロンドンで生まれ、物心つくまえにスコットランドに移り住む。大学に通いつつエアドリー・ユナイテッドに3シーズン所属した後、 下位リーグにおいてセミプロレベルで10年間プレーした。 大学卒業後は2年ほどエンジニアとして働いた後、教師に転じた。
31歳のときに審判資格を取得し、1988年8月に1級審判員、1991年1月には国際審判員登録され1994 FIFAワールドカップ、Euro 96などで主審を務めた。
1996年にJリーグの審判技術向上のため3ヶ月の契約で招かれ日本に渡った。選手とのコミュニケーションを積極的にとり、ファールに対しては厳格な態度を見せたジャッジは高い評価を得て契約は数年ごとに延長され、最終的に2001年までJリーグにおいて審判をつとめた。通算でJ1リーグ147試合、J2リーグ15試合、ヤマザキナビスコカップ25試合において審判をつとめている。1998年から4年連続で優秀主審賞を受賞した。
引退後は2002年から2005年まで日本サッカー協会のチーフ審判インストラクターに就任した。さらに2005年9月には規律委員会の委員に就任したがこれは同年限りで退任し帰国した。Jリーグに対する貢献を評価され2005年にはJリーグアウォーズ2005功労賞を受賞している。